# Murghob
Murghob (tadschikisch Мурғоб, in arabischer Schrift: مرغاب; auch Murgab von russisch Мургаб) ist ein Dorf im östlichen Tadschikistan (Zentralasien).
Murghob befindet sich in der autonomen Provinz Berg-Badachschan, im Hochgebirge des Pamir. Es hat etwa 7000 Einwohner. Das Dorf liegt am Fluss Murgab (Murghob). Die Brücke, die bei Murghob über den Fluss führt, steht in einer Höhe von 3612 m über dem Meeresspiegel; der Ort liegt einige Meter höher am südlichen Ufer. Über die Brücke führt der Pamir Highway, der unter anderem Chorugh (Chorog) mit der kirgisischen Stadt Osch durch die karge Hochgebirgslandschaft des Pamirs verbindet. 80 km im Osten führt die Straße über den Kulma-Pass.

## Geschichte
Historische Aufzeichnungen belegen, dass russische Soldaten in diesem Gebiet 1893 zur Zeit des "Great Game" um die Vorherrschaft in Zentralasien zwischen dem russischen Kaiserreich und Großbritannien den sog. Pamirski-Posten (russisch Памирский пост, Pamirski post) als wichtigste russische Festung im Pamirgebirge errichteten. Diese sollte ihr fortschrittlichster militärischer Außenposten in Zentralasien sein. Der moderne Ort Murghob wurde während der sowjetischen Herrschaft in Tadschikistan als Raststätte entlang des Pamir Highways errichtet.

## Bilder

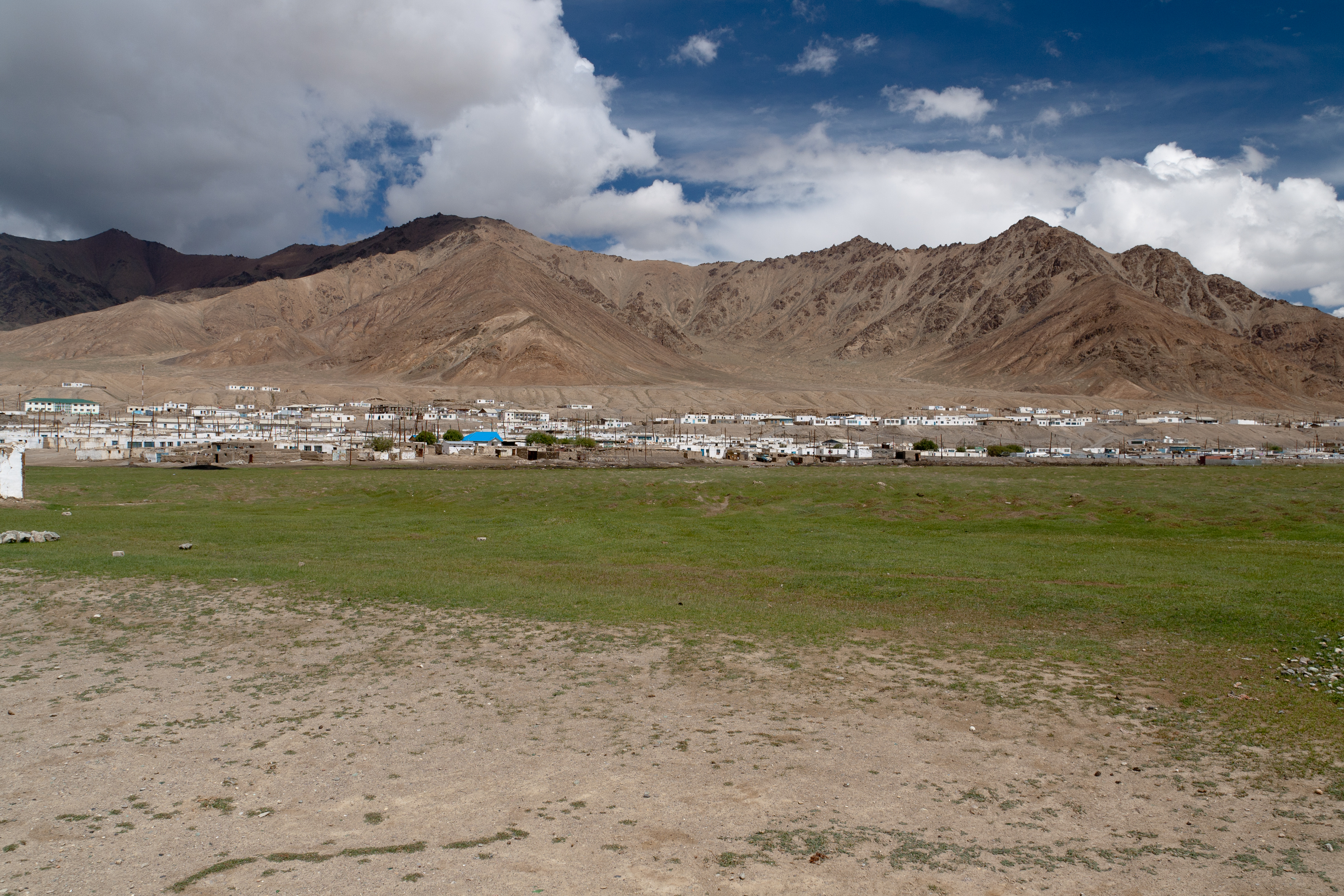
Murghob eingebettet im Hochplateau des Ostpamirs
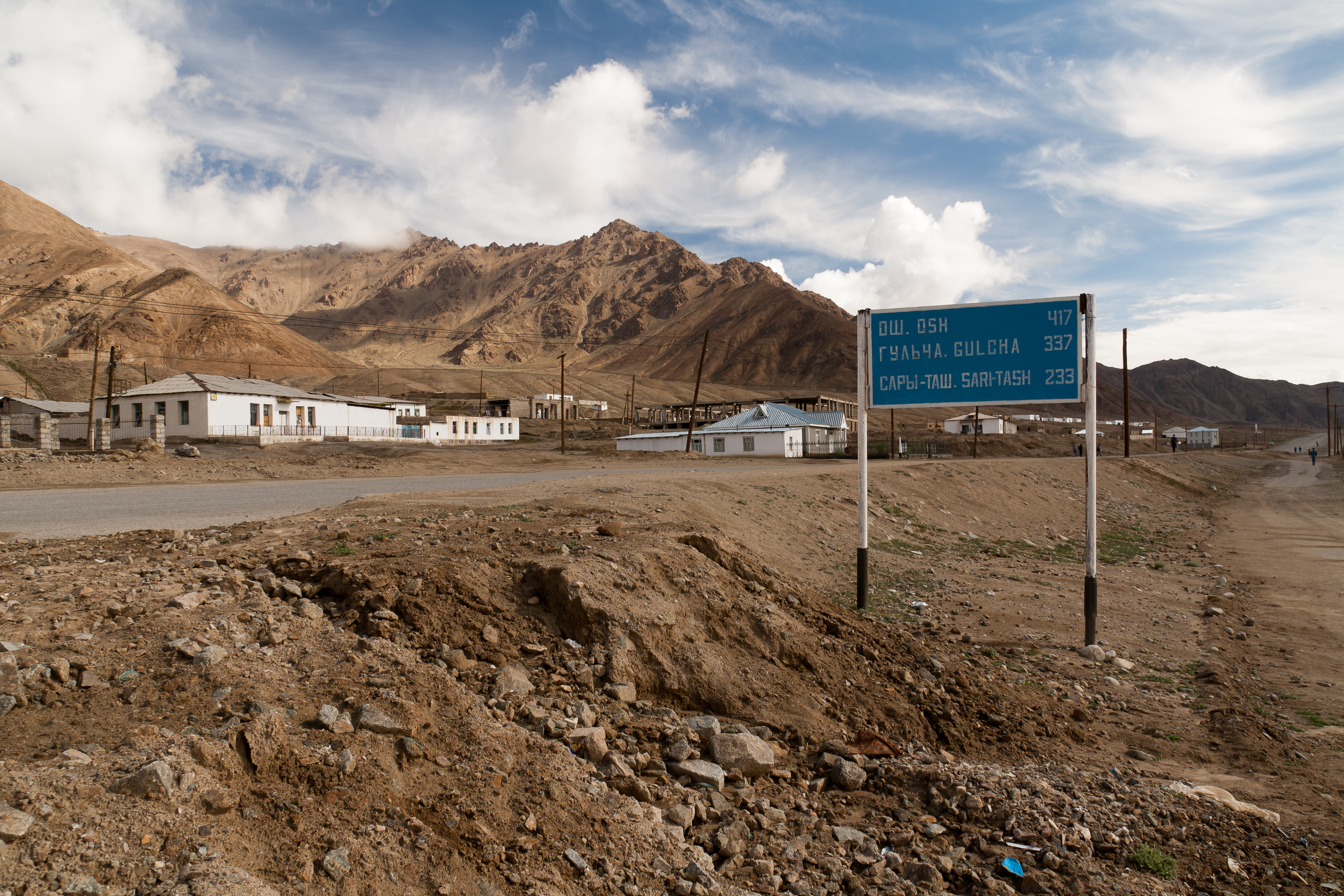
Hauptstraße von Murghob
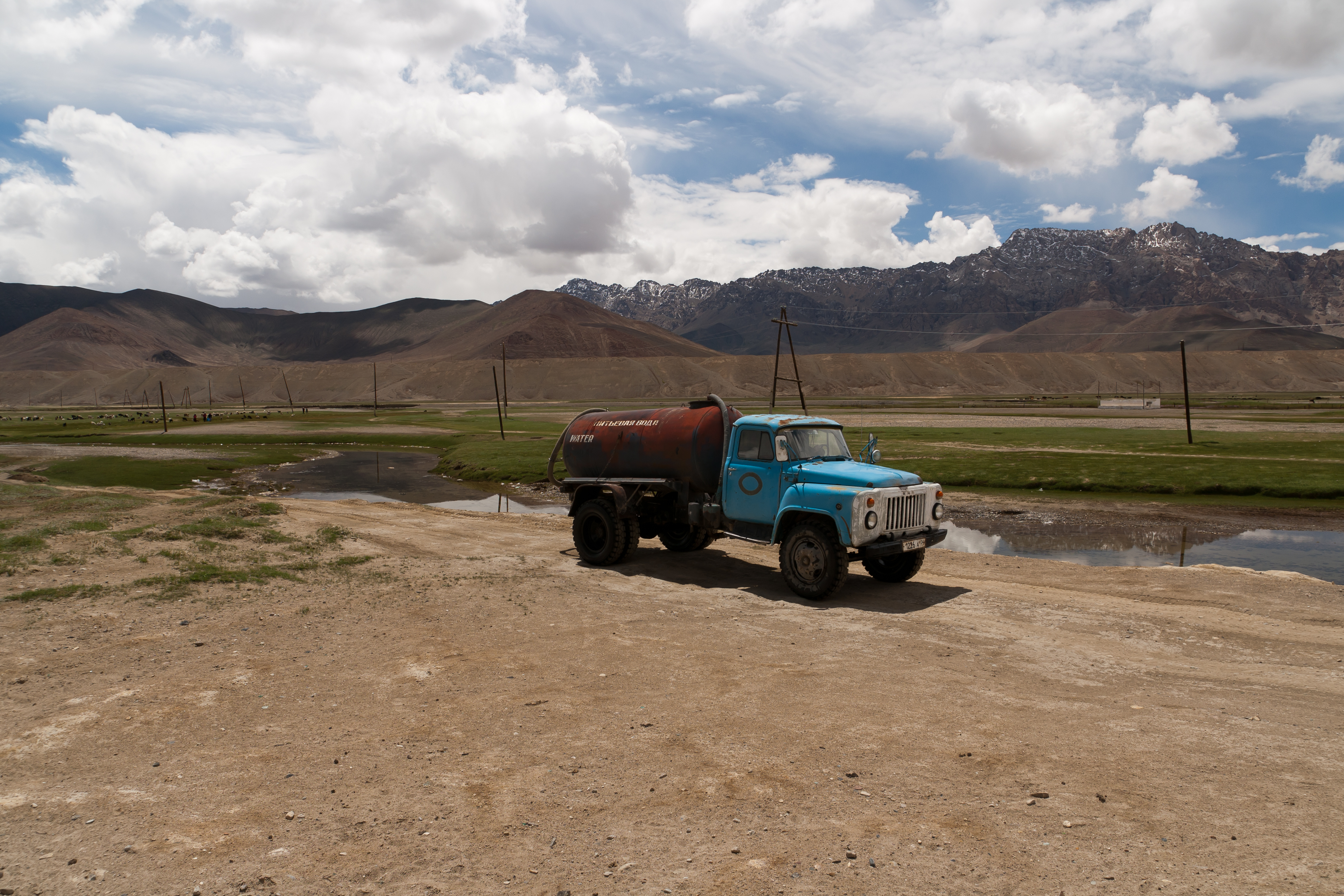
Wasserversorgung in Murghob
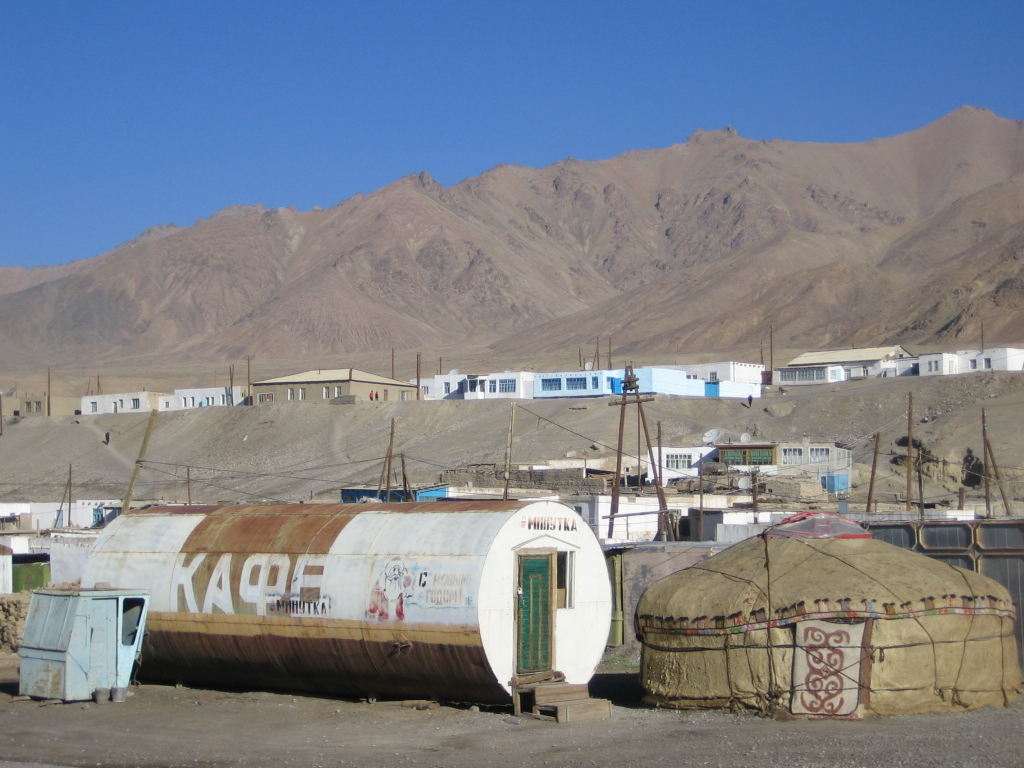
Basar von Murghob
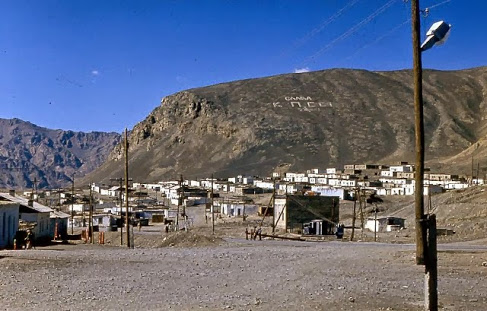
Stadtansicht
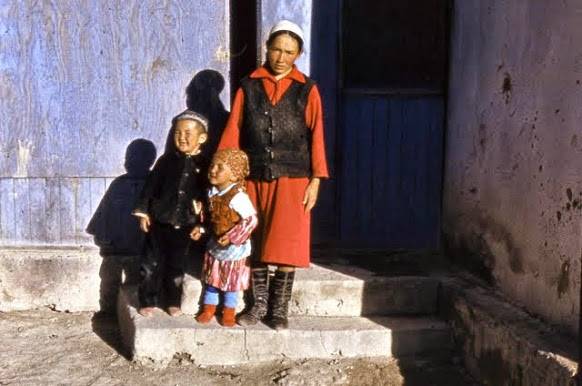
Usbekische Familie in Murghob